# ورزشگاه راتگرز

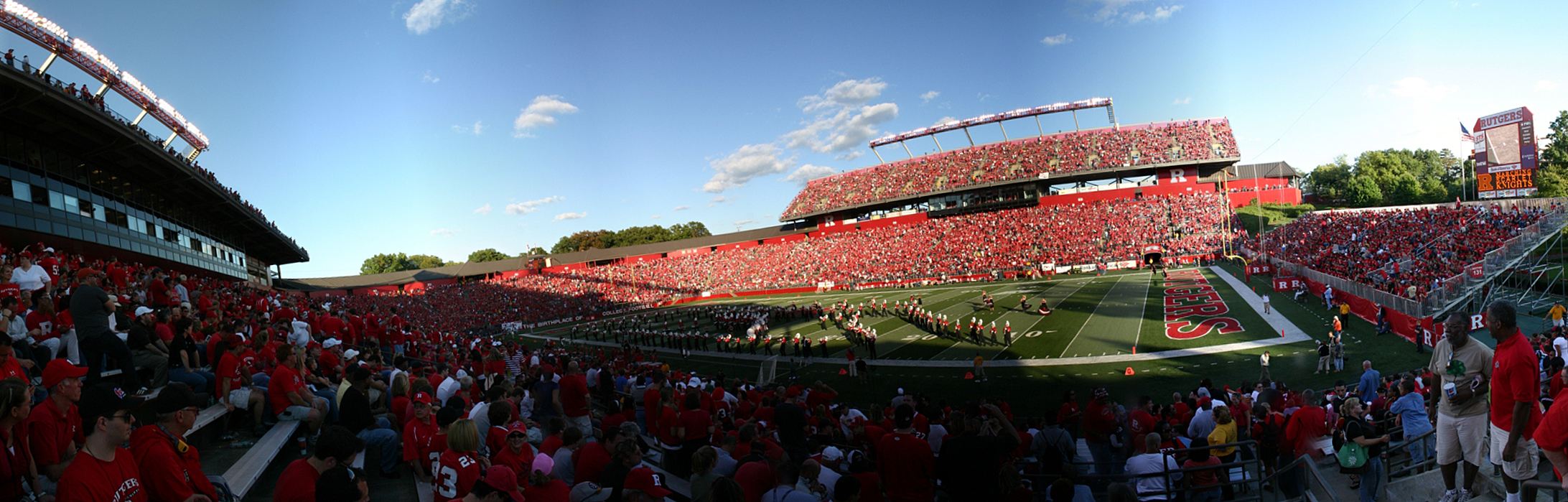

ورزشگاه راتگرز (به انگلیسی: Rutgers Stadium) با ظرفیت ۵۲٬۴۵۴ نفر در شهر پیسکاتاوای ایالت نیوجرسی واقع شده‌است. این ورزشگاه در تاریخ ۱۹۹۴ تأسیس شد و دارای زمین چمن مصنوعی می‌باشد.
این ورزشگاه متعلق به دانشگاه راتگرز است.